# Saundersiops schwarzi
Saundersiops schwarzi là một loài ruồi trong họ Tachinidae.